# Maarten van Rossumpad
Het Maarten van Rossumpad (LAW 4) is een langeafstandswandelpad met een lengte van 384 kilometer. Het loopt van 's-Hertogenbosch naar Steenwijk. Het pad is in beide richtingen gemarkeerd en wordt beschreven in een door het Nivon uitgegeven gids.
Het pad is genoemd naar Maarten van Rossum, een 16e-eeuwse legeraanvoerder in dienst van de Hertog van Gelre, het gebied waar het pad doorheen loopt.
Het oorspronkelijke Maarten van Rossumpad liep van Arnhem naar Ommen (150 kilometer) en had als padnummer LAW 202. Het werd in 1994 uitgegeven, eveneens door het Nivon. In 2001 werd het pad uitgebreid met het Vierstromenpad (LAW 4-3) van Arnhem naar Den Bosch. In 2012 werd het nogmaals uitgebreid met het noordelijke deel van het vroegere Overijsselpad (LAW 2-2) van Ommen naar Steenwijk.
De route (beschreven van zuid naar noord) begint bij het Station 's-Hertogenbosch, en loopt langs de Maas, die ten oosten van Alem met een veer wordt overgestoken, naar Alem en Rossum. Van Rossum tot Varik heeft de route twee varianten. De "pontvariant" gaat in oostelijke richting via Heerewaarden, en steekt de Waal over bij Varik. Deze veerdienst vaart echter niet het gehele jaar dagelijks. De hoofdvariant gaat van Rossum in westelijke richting naar Zaltbommel, waar de Waal via de Martinus Nijhoffbrug wordt overgestoken. De Waal wordt gevolgd tot Ophemert, waarna via Buren de Tielerwaard wordt doorkruist. Bij Rhenen wordt de Nederrijn overgestoken. De route volgt de Veluwezoom, meanderend langs Wageningen, Oosterbeek, Arnhem (binnenstad, Park Sonsbeek en Park Klarenbeek/Steenen Tafel) en Rozendaal. Via de Posbank en Laag-Soeren wordt bij Eerbeek het Apeldoorns Kanaal bereikt, dat enige tijd gevolgd wordt. De route loopt in een boog westelijk om Apeldoorn heen, en gaat dan in noordelijke richting langs Vaassen, Epe en Heerde (door natuurgebied de Renderklippen). Bij Hattem wordt de IJssel bereikt, die met het veer bij Hattem of over de noordelijker gelegen brug wordt overgestoken. Via Windesheim gaat de route in oostelijke richting langs Dalfsen en door Ommen, om via Balkbrug en De Wijk in Steenwijk te eindigen.
Aansluitingen op het openbaar vervoer bestaan uit stations (soms gelegen aan beschreven aftakroutes) te Den Bosch, Den Bosch Oost, Zaltbommel, Rhenen, Ede-Wageningen, Oosterbeek, Arnhem, Rheden, Zwolle, Dalfsen, Ommen en Steenwijk, alsmede uit busverbindingen in de meeste plaatsen langs de route. Campings en andere overnachtingsmogelijkheden zijn in redelijke mate voorhanden.
Het Maarten van Rossumpad kruist op diverse punten andere lange-afstand-wandelpaden: te Den Bosch het Pelgrimspad en het Hertogenpad (voorheen het Peellandpad), te Buren het Grote Rivierenpad (voorheen het Lingepad), bij Rhenen, Bennekom en Eerbeek het Trekvogelpad, bij Arnhem, de Posbank en Vaassen het Veluwe Zwerfpad, bij Beekbergen het Marskramerpad, bij Zwolle het Hanzestedenpad, tussen Dalfsen en Vilsteren samenloop met het Overijssels Havezatenpad en bij Ommen het Pieterpad en nogmaals het Havezatenpad. In de Betuwe kruist het Maarten van Rossumpad in Buren het Betuwepad; langs de Nederrijn tussen Ravenswaaij en Kesteren lopen beide paden (deels) samen.

## Afbeeldingen

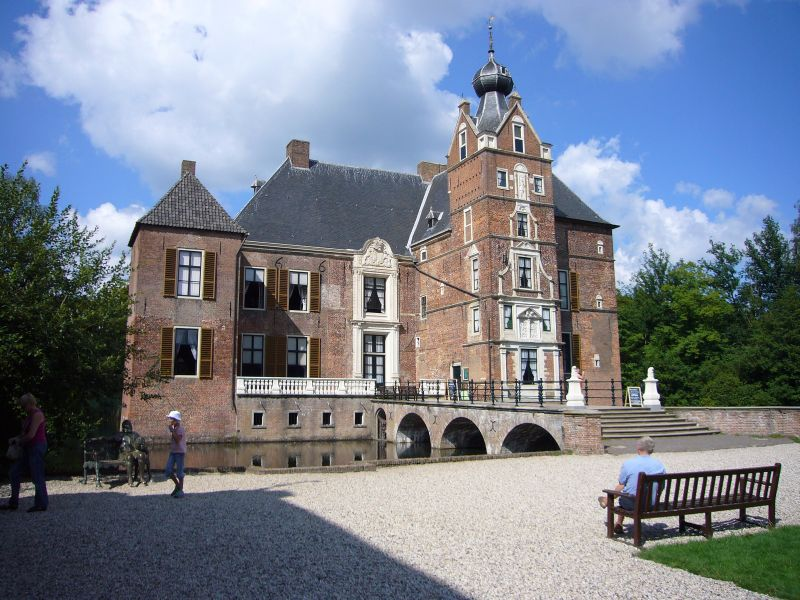
De Cannenburgh, Kasteel van Maarten van Rossum bij Vaassen op de Veluwe
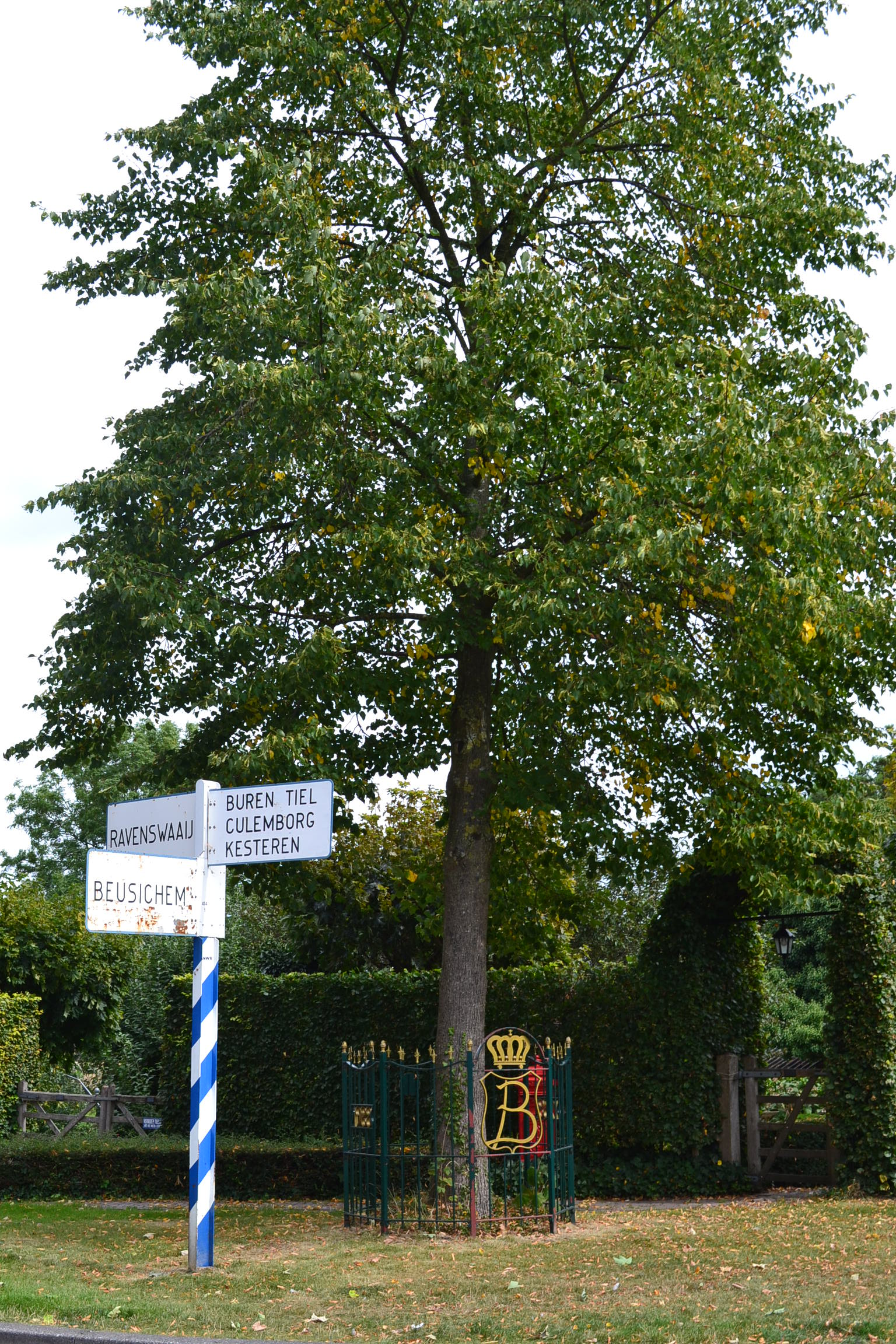
In Zoelmond: Beatrixboom
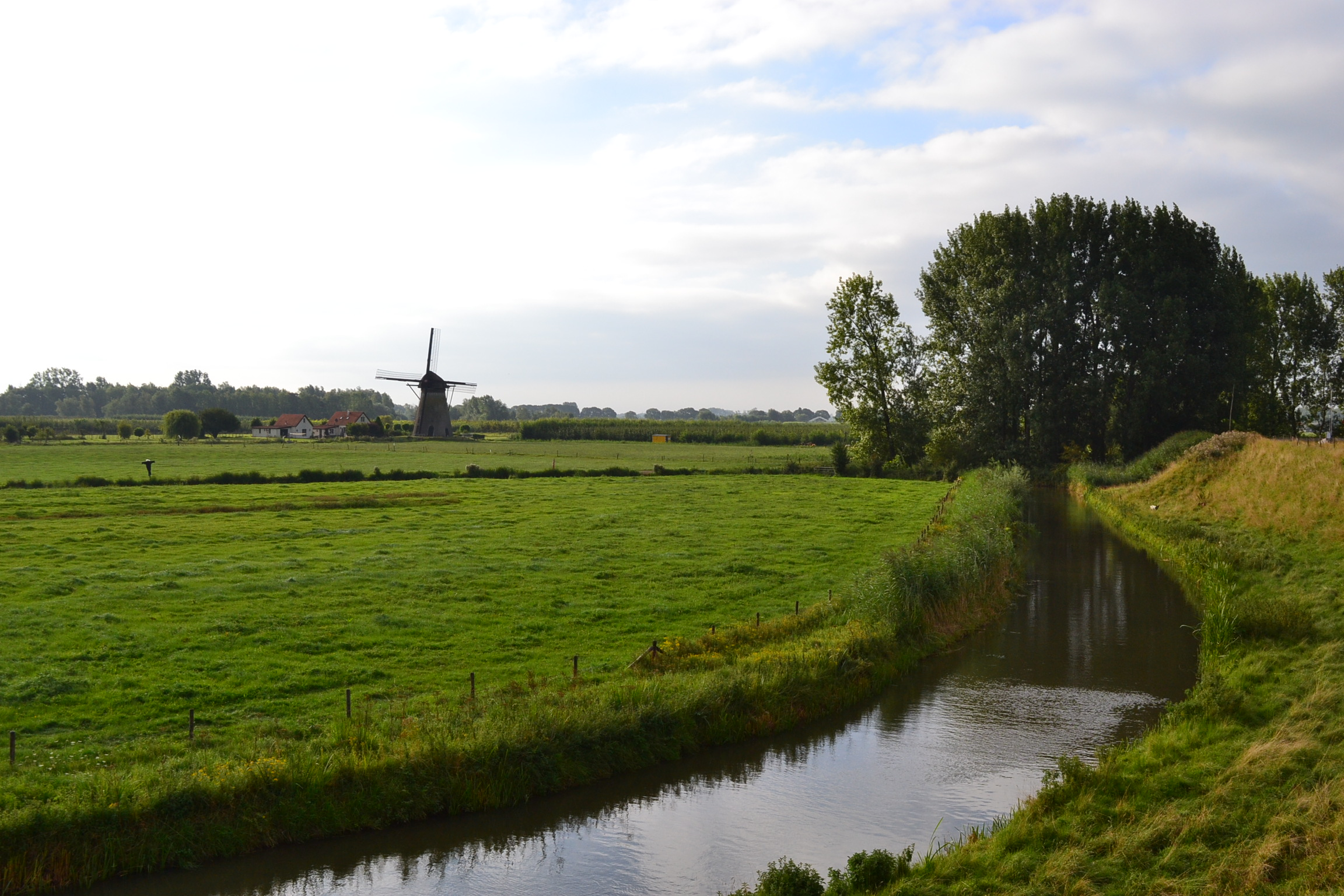
Bij Lienden
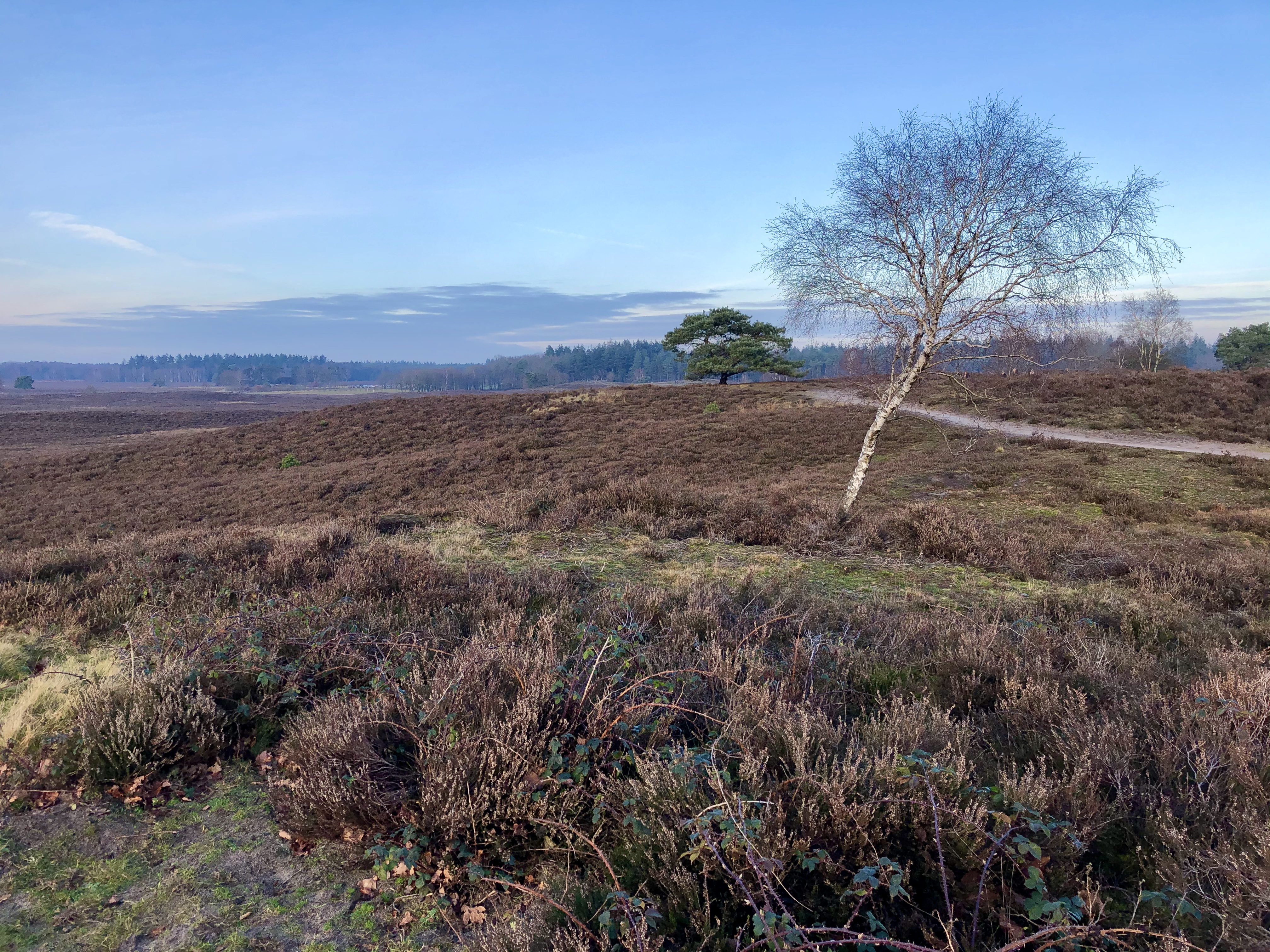
Door de Renderklippen bij Epe
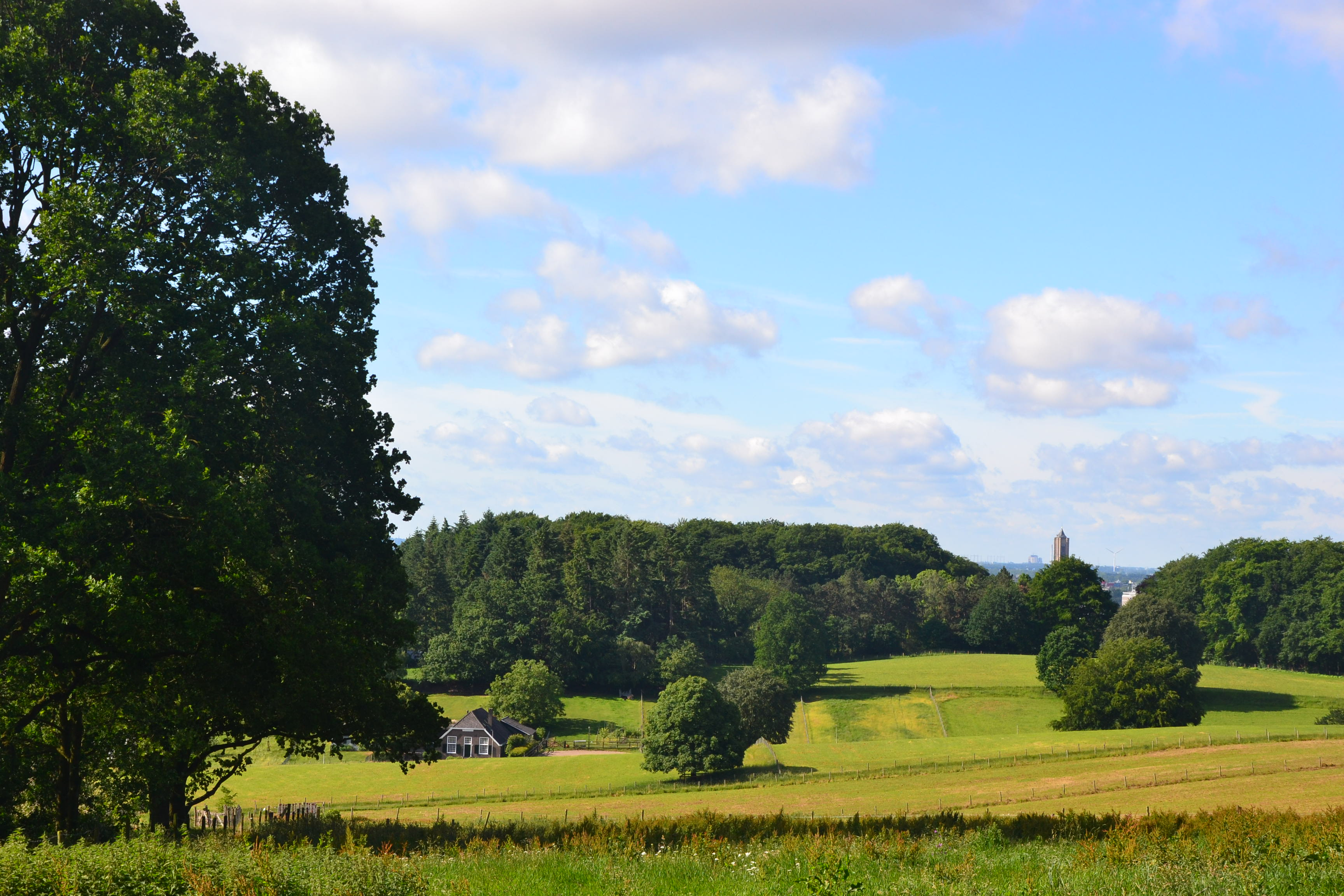
Gezicht op Arnhem vanaf de Stenen Tafel
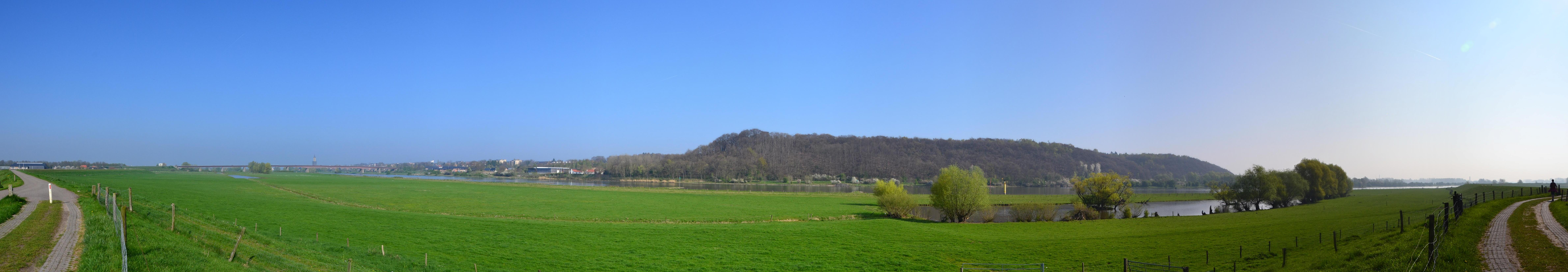
Gezicht op de Grebbeberg
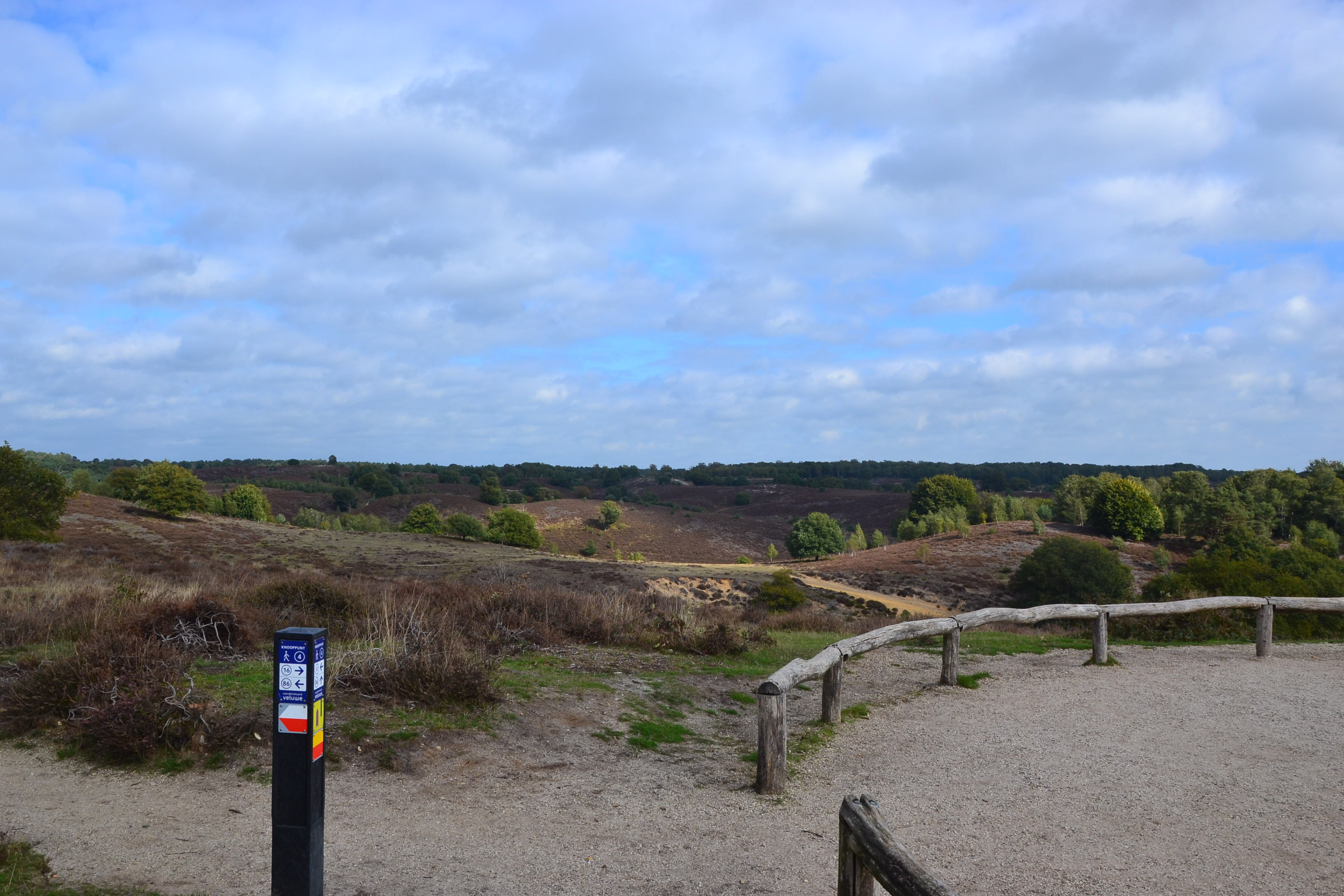
Kruising met Veluwe Zwerfpad bij de Posbank